# Rhinoppia heterotricha
Rhinoppia heterotricha är en kvalsterart som först beskrevs av Ivan och Vasiliu 1997.  Rhinoppia heterotricha ingår i släktet Rhinoppia och familjen Oppiidae. Inga underarter finns listade i Catalogue of Life.